# Jornal da Meia-Noite (SIC Notícias)
O Jornal da Meia-Noite é um noticiário televisivo português transmitido na SIC Notícias, exibido de segunda a domingo à meia-noite (fuso horário de Lisboa, UTC). É apresentado atualmente alternadamente por Guilherme Simões, Rodrigo Pratas, Ana Peneda Moreira ou Paulo Garcia.
Até 2021 o Jornal da Meia-Noite era exibido de segunda a sexta até à uma da manhã. Nesse mesmo ano foi acrescentada uma segunda hora ao programa, antes do Primeira Página (exclusivo de segunda a sexta). Atualmente, aos sábados, o Jornal da Meia-Noite tem a duração de cerca de 10 minutos.

Antigos Apresentadores:
Luís Costa Branco (2007-2009)
João Abreu (2007-2010)
Pedro Mourinho (2007-2011)
João Carlos Moleira (2007)
Nuno Graça Dias (2007-2009)
Nelma Serpa Pinto (2018-2024)
António Reis (2018-2024)
Diogo Martins (2020 - 2024)